# Талдибулацький сільський округ (Сиримський район)
Талдибула́цький сільський округ (каз. Талдыбұлақ ауылдық округі, рос. Талдыбулакский сельский округ) — адміністративна одиниця у складі Сиримського району Західноказахстанської області Казахстану. Адміністративний центр — село Талдибулак.
Населення — 632 особи (2021; 1072 у 2009, 1569 у 1999, 1568 у 1989).
Станом на 1989 рік існувала Єльтайська сільська рада (села Аккудук, Алатау, Арайли, Батпакти, Талдибулак, Таскудук, Тналі), інше село Аккудук перебувало у складі Алгабаської сільської ради. Пізніше села Аккудук, Арайли та Талдибулак утворили окремий Талдибулацький сільський округ. 2001 року село Казахстан Алгабаського сільського округу було передано до складу Талдибулацького сільського округу.

## Склад
До складу округу входять такі населені пункти:
| Населений пункт  | Старі назви | Населення, осіб (1989) | Населення, осіб (1999) | Населення, осіб (2009) | Населення, осіб (2021) |
| ---------------- | ----------- | ---------------------- | ---------------------- | ---------------------- | ---------------------- |
| Аккудук, село    | -           | 277                    | 148                    | -                      | -                      |
| Арайли, село     | Смичка      | 179                    | 0                      | -                      | -                      |
| Казахстан, село  | Аккудук     | 51                     | 493                    | 278                    | 108                    |
| Талдибулак, село | -           | 1061                   | 928                    | 794                    | 524                    |